# Gymnázium Františka Palackého Valašské Meziříčí
Gymnázium Františka Palackého Valašské Meziříčí je školské zařízení ve Valašském Meziříčí, jehož zřizovatelem je Zlínský kraj. Škola, která patří k nejstarším středním školám na Moravě, byla založena v roce 1871.Gymnázium sídlí v původní budově z roku 1875 v Husově ulici ve Valašském Meziříčí. Školu tvoří 6 tříd šestiletého studia a 8 tříd čtyřletého studia, přičemž v každém ročníku jsou otevírány 2–3 třídy (A, B, v případě šestiletého pak E).

## Poloha
Gymnázium se nachází na adrese Husova 146, naproti městské poště.

## Absolventi
Automatický abecedně řazený seznam viz Kategorie:Absolventi Gymnázia Františka Palackého Valašské Meziříčí
- Emil Čermák (1864–1949), novinář, ředitel České tiskové kanceláře
- Martin Dorazín (* 1968), novinář
- Pavel Hajný (* 1939), spisovatel a scenárista
- Svatopluk Havelka (1925–2009), hudební skladatel a pedagog
- Lucie Hrstková (* 1981), reprezentantka v alpském lyžování, olympionička
- Markéta Irglová (* 1988), skladatelka a zpěvačka
- Metoděj Jahn (1865–1942), prozaik a básník
- Vojtěch Jasný (1925–2019), režisér
- Richard Jeřábek (1931–2006), etnolog
- Záviš Kalandra (1902–1950), divadelní a literární kritik, novinář
- Václav Kašlík (1917–1989), dirigent
- Vladimíra Klimecká (* 1964), spisovatelka
- Alena Mornštajnová (* 1963), spisovatelka a překladatelka
- Jaroslav Štika (1931–2010), sběratel lidové kultury
- Jan Ullrich (lingvista) (* 1968), lingvista
- Rastislav Váhala (1909–1988), právník a odbojář
- Marek Wollner (* 1967), novinář
- Adolf Zábranský (1909–1981), malíř a grafik
- Alois Zátopek (1907–1985), geofyzik
- Dušan Zbavitel (1925–2012), indolog a překladatel